# 아벨 (성경 인물)
아벨(Abel, 히브리어: הֶבֶל 헤벨, הָבֶל‎ 하벨; 헬라어: Ἅβελ 하벨; 아랍어: 하빌, 하빌)은 아브라함 종교의 창세기에 나오는 성경 인물이다. 하나님이 창조한 최초의 두 인간인 아담과 하와의 둘째 아들로 태어난 그는 양치기였으며, 자신의 맏아들 양 떼를 종교적 제물로 하나님께 바쳤다. 하나님은 아벨의 제물을 받으셨으나 그의 형 카인의 제물은 받지 않으셨고, 이에 카인은 질투심에 아벨을 돌로 쳐 죽였다. 이 행위는 성경 역사상 최초의 죽음이었고, 아벨은 최초의 살인 피해자가 되었다.

## 삶과 죽음
카인이 아벨을 살해하고 그에 따른 결과는 창세기 4장 1~18절에 기록되어 있다.
아담이 그의 아내 하와를 알자 하와가 임신하여 카인을 낳고 이르되 "내가 야훼의 도움으로 남자를 얻었다." 그 후에 그가 아벨을 낳았으니 아벨은 양을 치는 자였고 카인은 밭을 가는 자였더라. 세월이 흐른 후 카인은 땅의 열매로 야훼께 제물을 드렸고 아벨은 자기 양 떼의 첫 새끼와 그 기름진 것으로 제물을 드렸더라. 야훼께서 아벨과 그의 제물은 받으셨으나 카인과 그의 제물은 받지 않으셨더라. 그러므로 카인이 몹시 분하여 얼굴이 바뀌니 야훼께서 카인에게 이르시되
"네가 어찌하여 분하며

네 얼굴이 어찌하여 바뀌었느냐?

네가 선을 행하면

어찌 낯을 들지 못하겠느냐?

네가 선을 행하지 아니하면

죄가 문에 엎드려 있느니라.

죄가 너를 원하나

너는 죄를 다스릴지니라."

카인이 그의 아우 아벨에게 말하되, "들로 나가자." 그들이 들에 있을 때 카인이 그의 아우 아벨을 쳐죽이니라.
야훼께서 카인에게 이르시되 "네 아우 아벨이 어디 있느냐?" 그가 이르되 "내가 알지 못하나이다. 내가 내 아우를 지키는 자니이까?" 야훼께서 이르시되 "네가 무엇을 하였느냐? 들으라. 네 아우의 피 흘린 소리가 땅에서부터 내게 호소하느니라! 땅이 그 입을 열어 네 손에서 네 아우의 피를 받았으니 이제 네가 땅에서 저주를 받으리라. 네가 밭을 갈아도 땅이 다시는 그 효력을 네게 주지 아니할 것이요, 너는 땅에서 유리하는 자가 되리라." 카인이 야훼께 아뢰되 "내 죄벌이 내게 감당할 수 없나이다! 주께서 오늘 내게서 이 땅을 떠나게 하시니 내가 주의 낯을 피하여 숨을 것이요, 땅에서 유리하는 자가 되오리니 무릇 나를 만나는 자마다 나를 죽이려 할 것입니다." 야훼께서 그에게 이르시되 "그렇지 아니하다! 카인을 죽이는 자는 칠 배의 벌을 받으리라." 그리고 야훼께서 카인에게 표를 주사 그를 만나는 자마다 그를 죽이지 못하게 하시니라.

카인이 야훼의 면전에서 떠나 에덴 동쪽 놋 땅에 거주하더니 카인이 그의 아내를 알매 그가 임신하여 에녹을 낳은지라. 카인이 성을 쌓고 그의 아들의 이름인 에녹으로 성 이름을 지었더라. — 창세기, 4:1–18

## 해석

### 유대교 및 기독교적 해석
창세기의 이야기에 따르면, 아벨은 하와의 둘째 아들이다. 히브리어로 그의 이름은 "내쉰 후 남은 공기"를 뜻하는 셈어족 어근과 동일한 세 자음으로 구성되어 있으며, 이는 전도서에 명시된 바와 같이 히브리어에서 "아무것도 아님"과 동의어이다. 율리우스 벨하우젠은 그 이름이 어근과 독립적이라고 제안했다. 에버하르트 슈라더는 이전에 아카드어 (고대 아시리아 방언)의 ablu("아들")를 더 유력한 어원으로 제시했다.

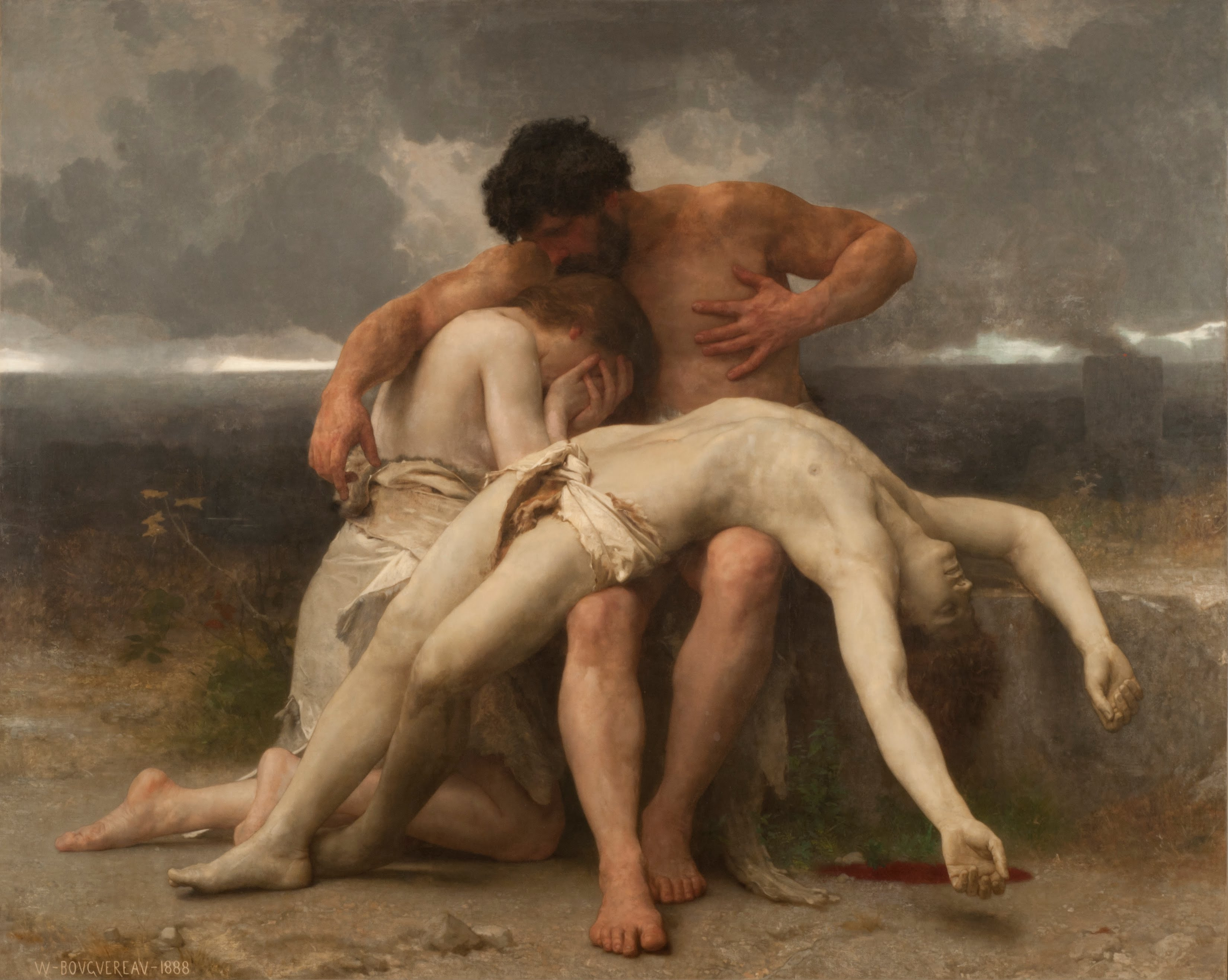
윌리암 아돌프 부그로의 1888년 유화 《최초의 애도》(아담과 하와가 아벨의 죽음을 애도하다)

기독교에서는 때때로 아벨의 죽음을 예수의 죽음과 비교하며, 아벨을 최초의 순교자로 여긴다. 마태복음 23장 35절에서 예수는 아벨을 "의로운" 자로 언급하며, 히브리인들에게 보낸 편지는 "뿌린 피가 ... 아벨의 피보다 더 나은 것을 말하느니라" (히브리서 12:24)고 말한다. 예수의 피는 자비를 가져오는 것으로 해석되지만, 아벨의 피는 복수를 요구하는 것으로 해석된다 (그리하여 저주와 표식을 받게 된다).
아벨은 로마 가톨릭 교회에서 임종자를 위한 호칭 기도에 불려지며, 그의 희생은 미사 전문에서 아브라함과 멜기세덱의 희생과 함께 언급된다. 알렉산드리아 전례는 12월 28일에 그의 축일을 기념한다.
콥트교의 아담과 하와의 책 (2:1–15)과 시리아어 보물의 동굴에 따르면, 아벨의 시신은 여러 날 동안의 애도 끝에 보물의 동굴에 안치되었고, 그 앞에서 아담과 하와, 그리고 후손들이 기도를 드렸다. 또한 아담의 세대의 셋 혈통은 아벨의 피로써 자신들을 불의한 자들과 분리할 것을 맹세한다.
대부분의 기독교 및 유대교 전통에서 외경으로 간주되는 에녹서 (22:7)에서는 아벨의 영혼이 순교자들의 우두머리로 임명되어 카인의 씨족을 멸하기 위해 복수를 외치는 것으로 묘사된다. 비슷한 견해는 이후 아브라함의 유언 (A:13 / B:11)에 나타나는데, 여기서 아벨은 영혼의 심판자 위치로 승격되었다.
베레시트 라바 (22:2)에서 창세기 4장 1절 이하의 논의에는 랍비 여호수아 벤 코르차가 카인이 쌍둥이 여동생과 함께 태어났고, 아벨은 두 명의 쌍둥이 여동생과 함께 태어났다고 언급한다. 이는 그렇지 않으면 불필요한 대격 목적격 "에트"가 항상 어떤 추가적인 가르침을 전달한다는 원칙에 기초한다 (페사힘 22b). "에트"는 예바모트 62a에서 약간 다르게 해석되는데, 창세기 4장 2절의 두 "에트"는 카인과 그의 여동생, 그리고 아벨과 그의 (한) 여동생을 나타낸다.

### 세트파 영지주의 해석
세트파 영지주의에 속하는 문헌인 요한의 비의서에서 아벨은 얄다바오트와 하와의 자손으로, 물과 흙의 원소 위에 엘로힘으로 놓였지만 기만적인 형태로만 그의 이름이 주어졌다.

### 만다야교 해석
만다야교의 신념과 쿨라스타, 요한서, 긴자 라바를 포함한 경전에 따르면, 아벨은 천사 같은 구원론적 인물 히빌 지와( 언어 오류(myz): ࡄࡉࡁࡉࡋ ࡆࡉࡅࡀ, 때때로 "장엄한 히빌"로 번역됨)와 동족어이며, 하위 라비 또는 만다 드-하위의 아들이며, 아누쉬 (에노쉬)와 쉬틸 (셋)의 형제이다. 쉬틸은 아담의 아들이다. 다른 곳에서는 아누쉬가 쉬틸의 아들이고, 쉬틸은 히빌의 아들이라고 말한다. 히빌은 아담과 하와가 여전히 처녀였을 때 어린 소년으로 그들에게 왔지만, 그들의 아들이라고 불렸다. 히빌은 어둠의 세계를 정복한 중요한 빛의 세계 존재(우트라)이다. 야와르 히빌로서 그는 그의 아버지에 의해 그리고 그의 아버지를 따라 그렇게 불린, 야와르(언어 오류(myz): ࡉࡀࡅࡀࡓ)로 알려진 여러 인물 중 하나이다.

### 이슬람 해석

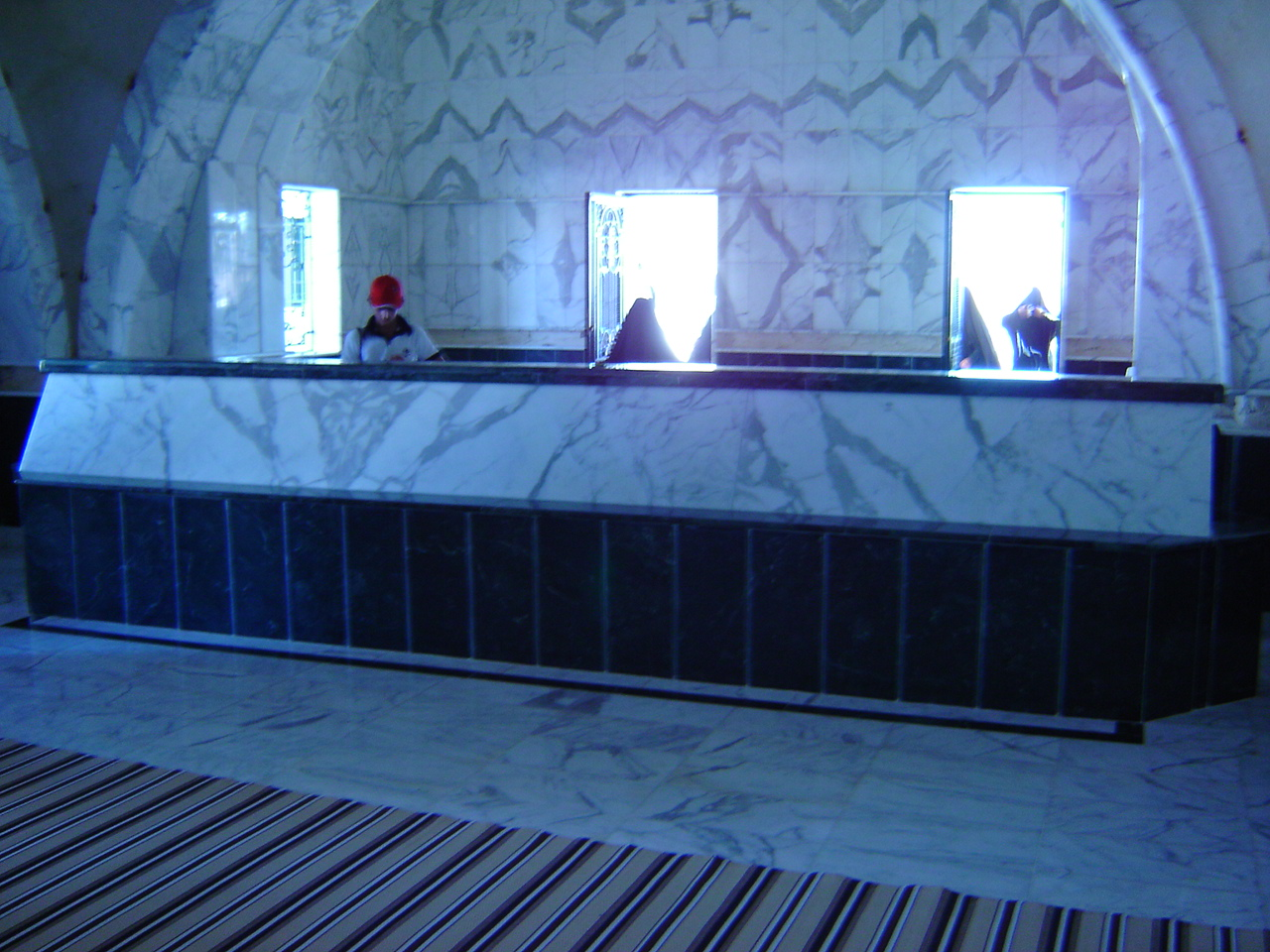
나비 하빌 모스크 내 아벨의 무덤

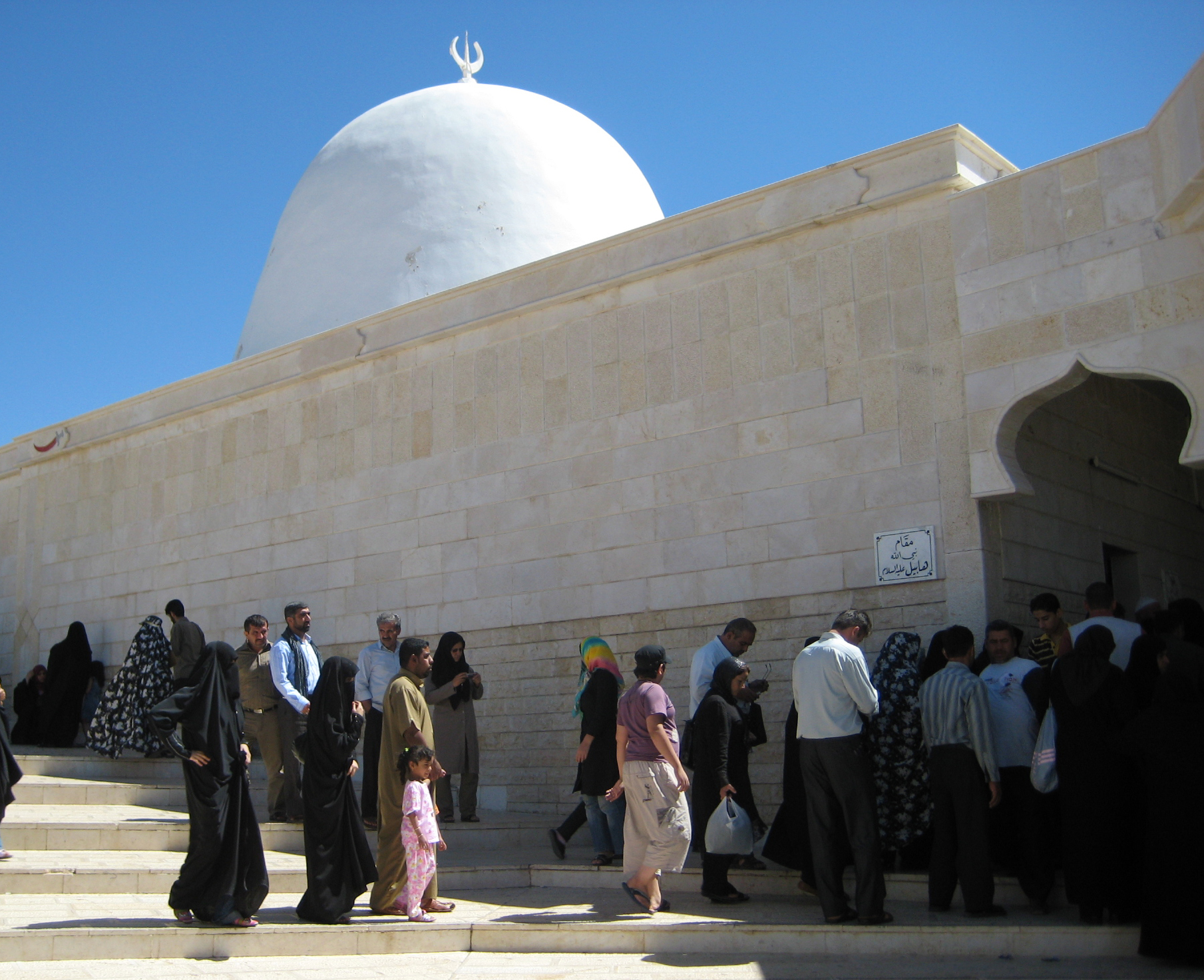
나비 하빌 모스크에 있는 아벨의 마우솔레움

시아파 이슬람 신앙에 따르면, 아벨("하빌")은 시리아의 다마스쿠스 서쪽 산악 지대, 자바다니 계곡 근처, 바라다강 (와디 바라다) 마을을 굽어보는 나비 하빌 모스크에 묻혀 있다. 시아파 신자들은 지야라트를 위해 이 모스크를 자주 방문한다. 이 모스크는 1599년 오스만 제국의 왈리 아흐마드 파샤가 건축했다.

## 현대 매체
- 아벨은 영화 《천지창조》(1966)에서 프랑코 네로가 연기했다.
- 폴 러드는 2009년 영화 《서기 1년》에서 아벨 역을 맡았다.
- SCP 재단 시리즈에서 SCP-076이라는 코드명을 가진 '아벨'이라는 변칙 개체는 아벨을 바탕으로 한다.
- 《여신이문록 데빌 서바이버》에서 주인공 카즈야는 아벨의 환생이다.
- 오아시스의 프런트맨 리암 갤러거는 밴드의 2005년 앨범 《Don't Believe the Truth》에 수록된 "Guess God Thinks I'm Abel"이라는 곡을 썼다.

### 내용주
1. ↑  i/ˈeɪbəl/; 히브리어: הֶבֶל 헤벨, pausa에서 הָבֶל‎; 헬라어: Ἅβελ 하벨; 아랍어: هابيل 하빌[*]

### 참조주
1. ↑  Alter, Robert, trans. 2008. "Genesis 4." In The Five Books of Moses. p. 29.
2. ↑  4:1 – 히브리어 동사 "알다"는 친밀하거나 성적인 지식과 소유를 의미한다. "카인"이라는 이름은 "대장장이"를 의미하며 "얻었다"로 번역되지만 "만들다"를 의미할 수도 있는 동사와 유사하다. (Alter 2008:29).
3. ↑  4:2 – 아벨의 이름은 "증기" 또는 "한숨"과 관련될 수 있다. (Alter 2008:29).
4. ↑  4:8 – "들로 나가자"는 마소라 본문에는 없지만, 칠십인역과 사마리아 오경을 포함한 다른 번역본에는 나온다.
5. ↑  4:9 – 전통적으로 "내가 내 아우를 지키는 자니이까?"로 번역되는 구절은 히브리어 "Hă-šōmêr 'āḥî 'ānōḵî?"이다. "지키는 자"는 동사 shamar(שמר)에서 유래하며 '지키다, 보존하다, 지켜보다'는 뜻이다.
6. ↑  4:10–12 – 카인은 min-ha-adamah에서, 곧 땅에서 저주를 받는데, 이는 "사람"과 "아담"과 같은 어근이다.
7. ↑  창세기 4:1–18
8. ↑  Julius Wellhausen, Skizzen und Vorarbeiten, volume 3, (1887), p. 70.
9. ↑  Eberhard Schrader, Die Keilinschrift und das Alte Testament, 1872.
10. ↑  For copies of a spectrum of notable translations and commentaries see Hebrews 12:24 at the Online Parallel Bible.
11. ↑  Holweck, F. G., A Biographical Dictionary of the Saints. St. Louis, MO: B. Herder Book Co., 1924.
12. ↑  Marvin Meyer; Willis Barnstone (2009년 6월 30일). 〈The Secret Book of John〉. 《The Gnostic Bible》. 샴발라 출판. 2022년 1월 28일에 확인함.
13. ↑  “Gnosticism - Apocryphon of John”. 브리태니커 백과사전. 2022년 1월 28일에 확인함.
14. ↑  Drower, E.S. (1932). 《The Mandaeans of Iraq and Iran》. Gorgias Press.com. ISBN 978-1931956499.
15. ↑  Häberl, Charles G.; McGrath, James F. (2019). 《The Mandaean Book of John: Text and Translation》 (PDF). Open Access Version. Berlin/Boston: De Gruyter. 2022년 10월 9일에 원본 문서 (PDF)에서 보존된 문서.
16. ↑  Al-Saadi, Qais; Al-Saadi, Hamed (2019). 〈Book Five: The Descent of the Savior〉. 《Ginza Rabba》. Right Volume 2판. Germany: Drabsha. 78쪽. My Father, Hayyi, said to me, "Why are you standing down Yawar? You are Yawar Hibil the messenger![…]"
17. 1 2  Al-Saadi, Qais; Al-Saadi, Hamed (2019). 〈Glossary〉. 《Ginza Rabba》. Right Volume 2판. Germany: Drabsha. 206–213쪽.
18. ↑  Al-Saadi, Qais; Al-Saadi, Hamed (2019). 〈Book Five: The Descent of the Savior〉. 《Ginza Rabba》. Right Volume 2판. Germany: Drabsha. 83쪽. In gratitude we give thanks to Manda ʼd Hayyi and to his son Hibil, who established the order of Hayyi.
19. 1 2  Al-Saadi, Qais; Al-Saadi, Hamed (2019). 〈Book Five: The Descent of the Savior〉. 《Ginza Rabba》. Right Volume 2판. Germany: Drabsha. 70–83쪽.
20. ↑  Al-Saadi, Qais; Al-Saadi, Hamed (2019). 〈Book One, 1st Glorification: The Return of Sheetil, son of Adam to the World of Light〉. 《Ginza Rabba》. Left Volume 2판. Germany: Drabsha. 1–9쪽.
21. ↑  Al-Saadi, Qais; Al-Saadi, Hamed (2019). 〈Book Twelve: The Second Illumination〉. 《Ginza Rabba》. Right Volume 2판. Germany: Drabsha. 130–135쪽. [Note: this is book 10 in some other editions.]